# Kościół Najświętszego Serca Pana Jezusa w Stalowej Woli
Kościół Najświętszego Serca Pana Jezusa w Stalowej Woli – rzymskokatolicki kościół parafialny należący do parafii Matki Bożej Różańcowej w Stalowej Woli (dekanat Stalowa Wola diecezji sandomierskiej).
Jest to świątynia wzniesiona w latach 1984–2002 według projektu inżyniera Gerarda Pająka oraz inżyniera Adama Tarnawskiego. Dolny kościół został zbudowany przed 1986 roku, pod kierunkiem ks. S. Wdowiaka. Świątynia została poświęcona przez biskupa Ignacego Tokarczuka 19 października 1986 roku. W następnych latach wybudowano i wykończono górny kościół. Początkowo inwestycja była prowadzona przez ks. S. Wdowiaka, natomiast od 1992 roku przez ks. Jana Folcika. Górny kościół został uroczyście poświęcony przez biskupa Wacława Świerzawskiego 7 czerwca 2002 roku. Kościół jest dwupoziomową budowlą wzniesioną w stylu modernistycznym, stosunkową wysoką i smukłą. Świątynia opiera się na planie kwadratu z osią po przekątnej. Na przeciwległych rogach świątyni są umieszczone wieże. Na frontonie znajduje się prostopadłościenna, niejako ścięta u góry dzwonnica, natomiast prezbiterium posiada kształt strzelistej absydy w formie połowy stożka z ostrokątnymi lunetami, pokrytej błyszczącą blachą nierdzewną i zwieńczonej krzyżem. Ściany są ozdobione rzędami wąskich i podłużnych, prostokątnych okien, znajdujących się we wnękach przeplatanych betonowymi pilastrami nawiązującymi do przypór. Wnętrze utrzymane jest w barwach bieli, czerni i szarości, kolorowe światło wpada do niego przez modernistyczne witraże. Po lewej stronie nawa jest okolona wewnętrznym balkonem. Prezbiterium w absydzie oświetla górne, trójkątne okno, którego światło, razem ze zwężającymi się ku górze ścianami, tworzy efekt światłości niebieskiej, padającej na prosty, betonowy krzyż.